# 쓰카하라 니시조

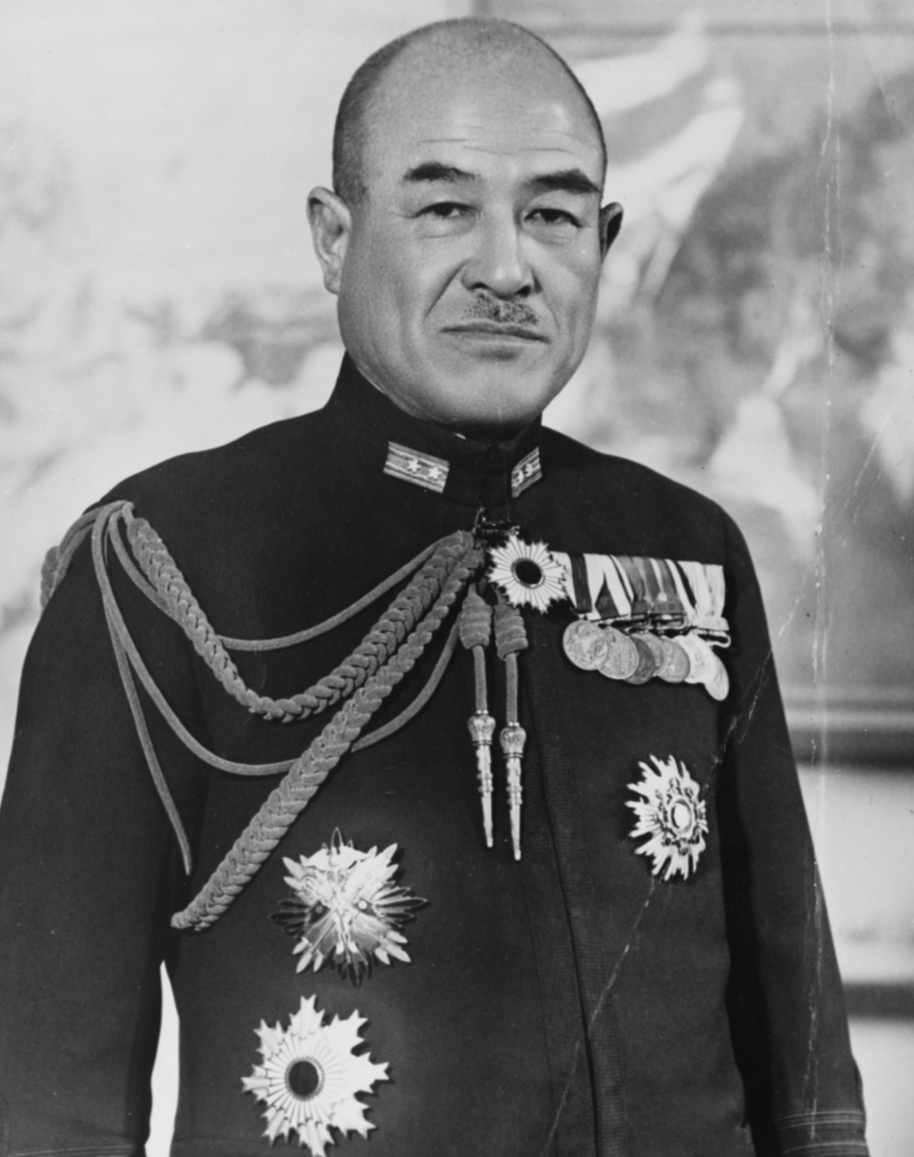
쓰카하라 니시조

쓰카하라 니시조(일본어: 塚原二四三, 1887년 4월 3일 ~ 1966년 3월 6일)는 후쿠이현 출신의 일본제국 해군 군인이다. 다른 이름으로는 쓰카하라 후시미라고도 한다. 1908년에 해군병학교를 20등으로 졸업하였다.
원양항해, 포술학교학생, 수뢰학교학생을 거쳐 1911년에 본격적으로 근무하게 되어 전함, 해병단을 거치며 경험을 쌓았다. 1914년 12월 1일부터 1년간 해군대학교에서 공부하며 <모가미>, <간토>, <치토세>, <이부키>의 항해장을 역임했다. 1921년 2월 25일에 요코스카 항공대에 부임하게 되어 이후 항공대에만 전념하게 된다. 1932년 11월 28일에 항공총무부장, 1933년 <아카기> 함장, 1934년 항공부대부장을 거쳐 항공부대와 항공교육에 열중한다.
만주사변 발발 후인 1937년 12월 1일에 항모부대인 제2항공대 사령장관이 되어 반달 후, 함재기를 타고 현지로 급파되어 최전선에서 지휘를 맡았다. 1938년 12월 15일에는 육상공격기가 주축이 된 제1연합항공사령장관이 되나 당초 목표였던 난징, 한커우의 공략이 완료되어 다시 일본으로 돌아온다.
1939년 10월 3일, 재편된 제1연합항공대의 출격시 한커우에서 중국군의 기습폭격을 받아 쓰카하라는 왼쪽 어깨절단의 중상을 입고 1년간 병원신세를 지게 된다. 요양중이던 1939년 11월에 중장으로 진급한다. 구사일생으로 살아난 츠카하라는 이 중상으로 인해 함상근무가 어렵게 되어 이후 기지 항공대 지휘관이 된다. 쓰카하라는 항공대에 열심이어서 동기인 나구모 중장이 진주만 공습시 자신의 부대도 참가시켜 달라고 청원하나 거절당한다.
진해항 사령관이 된 츠카하라는 1941년 필리핀/말레이 공략시 제11항공대 사령장관으로 임명된다. 타이완에서 필리핀으로 직접공격을 담당하는 정예부대를 이끌고 필리핀 폭격, 말레이 해전시 사이공 기지사령관을 거쳐 제22항공전대의 마쓰나가 소장과 전과를 나란히 해 공적을 쌓은 후제11항공대의 최전선인 라바울로 진출해 솔로몬 해역을 중심으로 활동범위를 넓혀나갔다.
1942년 10월에 라바울에서 말라리아에 걸린 쓰카하라는 일본으로 송환된 뒤 군직에서 은퇴하게 된다. 그러나 동년 12월 1일부로 다시 항공본부장이 되어 항공전의 최고책임자로 현장을 지원했다. 1945년 5월 1일, 이노우에 시게요시(井上成美)와 같이 대장으로 승진되어 <일본군 최후의 해군대장>이 된다. 그러나 자신은 곧 은퇴해 군사참모장으로 종전(終戰)공작을 시행 후 전쟁 후 조용히 살다가 1966년에 79세의 나이로 사망하였다.

## 같이 보기
- 이노우에 시게요시
- 사와모토 요리오
- 요나이 미쓰마사